# Mikele Leigertwood
Mikele Benjamin Leigertwood (Enfield, 12 november 1982) is een Engels voetballer die voor het voetbalelftal van Antigua en Barbuda uitkomt. In 2014 vertrok hij transfervrij bij Reading. Sindsdien zit hij zonder club.

## Clubcarrière
Leigertwood komt uit de jeugdopleiding van Wimbledon. Hij speelde in totaal 56 wedstrijden voor die club. Tussendoor werd hij even uitgeleend aan Leyton Orient. Nadien speelde de middenvelder bij Crystal Palace en Sheffield United. In augustus 2007 tekende hij bij Queens Park Rangers. Die club leende hem in november 2010 uit aan Reading. In de zomer van 2011 stapte Leigertwood transfervrij over naar Reading. In drie seizoenen scoorde hij zes doelpunten uit 75 competitiewedstrijden voor Reading. In 2014 liet de club hem gaan waardoor hij een transfervrije speler is.

## Interlandcarrière
Leigertwood werd geboren in het Engelse Enfield, maar is speelgerechtigd om voor Antigua & Barbuda uit te komen. Hij debuteerde in 2008 voor het Voetbalelftal van Antigua en Barbuda. Op 5 november 2008 debuteerde Leigertwood voor Antigua & Barbuda tegen Trinidad en Tobago. De volgende match scoorde hij zijn eerste doelpunt tegen Guyana.

## Erelijst
Reading
- Football League Championship

2012